# Gróa

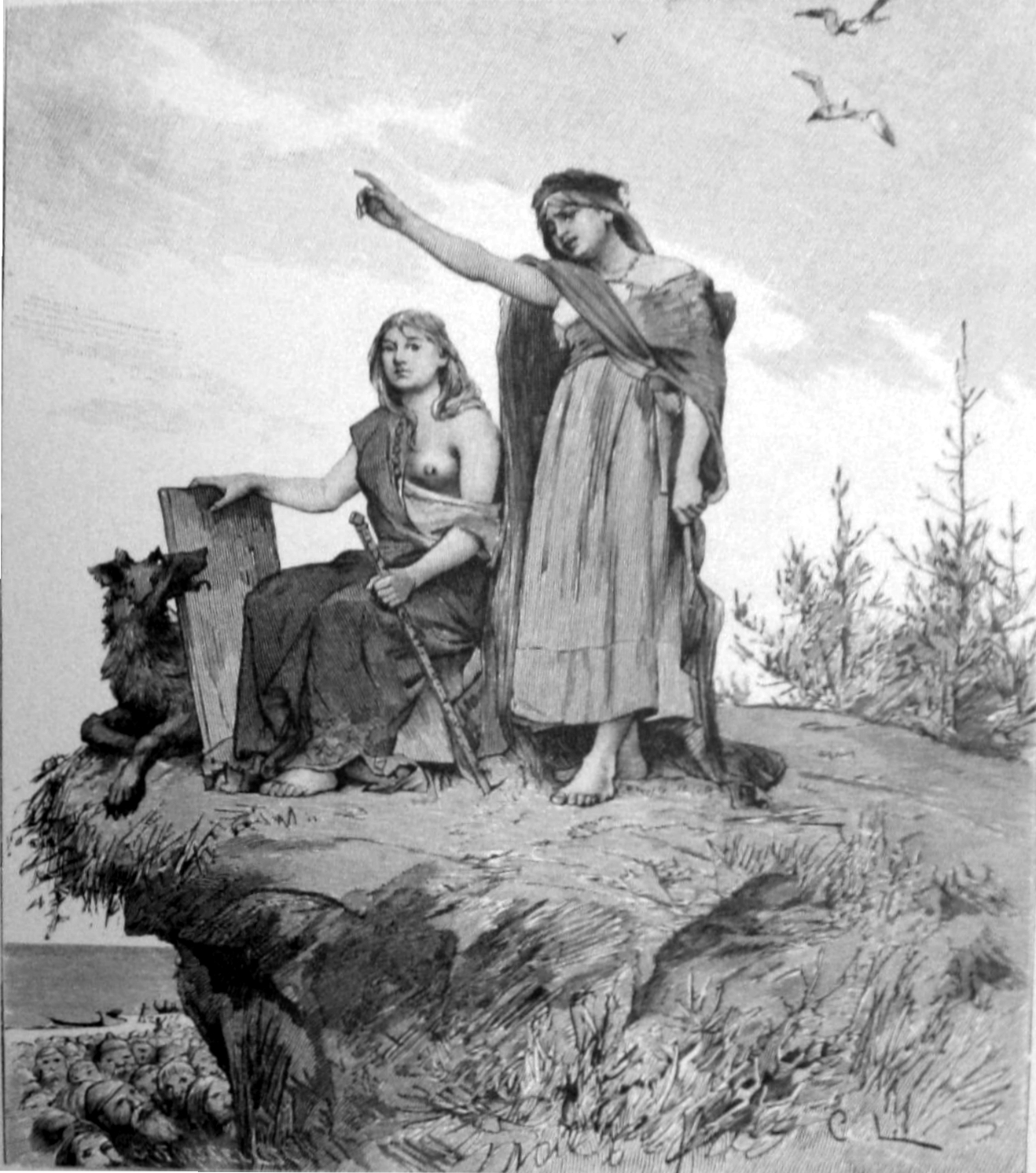
Las profetisas Gróa y Heiðr. 1893. Por Carl Larsson (1853-1919) y Gunnar Forssell (1859-1903)

En la mitología nórdica, Gróa (en español: creciente) es una völva y practicantede seiðr, también es esposa de Aurvandil.

## Atestiguaciones

### Edda prosaica
Gróa aparece en el libro Skáldskaparmál de la Edda prosaica en el contexto de la batalla de Thor contra el jötunn Hrungnir. Después de que Thor venció a Hrungnir con el martillo Mjollnir, Gróa es llamada para eliminar los fragmentos de piedra del afilar de Hrungnir que quedaron incrustados en la cabeza de Thor. Por desgracia mientras Gróa estaba en su trabajo, Thor distraído dándole noticias del paradero de su esposo (que había ayudado antes a Aurvandil a cruzar el río Élivágar), diciéndole que su marido estaba en casa, por lo que Gróa realizó un aborto espontáneo del hechizo y las piezas de piedra de afilar se mantuvieron permanentemente incrustadas en la cabeza de Thor.